# Nanto
Nanto (Nanto in veneto) è un comune italiano di 3 049 abitanti della provincia di Vicenza in Veneto. Si tratta di un comune sparso in quanto la sede municipale non si trova nell'omonima località ma nella frazione Ponte di Nanto.

## Geografia fisica
Nanto si trova a ridosso dei Colli Berici, a circa 2 km dal comune di Castegnero e 5 dal paese di Mossano. Da Vicenza dista 18 km e da Padova 40. La frazione Ponte si trova sulla SS 247.

## Origini del nome
Il toponimo viene citato per la prima volta nel 1023, in un documento con il quale l'imperatore Corrado II concedeva Nanto alla Chiesa vicentina.
Diverse sono le ipotesi sulla sua derivazione - suggerite dalle diverse popolazioni che nel corso del tempo si sono insediate in questa terra - ma nessuna fondata:
- naut o nantu, termini celtici che indicano rispettivamente "ruscello" o "valle"
- Nanth, nome proprio di antica lingua germanica
- Nantona, nome di città romana leggendaria

## Storia
Come altre zone poste lungo le pendici orientali dei Colli Berici, il territorio di Nanto fu abitato sin dalle epoche più remote. Nella Grotta di Trene - un antico covolo fortificato nel medioevo da un muro con feritoie - sono stati ritrovati reperti che fanno risalire la presenza umana al periodo paleolitico; qui è stata portata alla luce l'unica punta a foglia di lauro paleolitica trovata a oggi in Italia.
Altri reperti testimoniano l'insediamento in epoca romana; probabilmente la zona era conosciuta per la pietra tenera color ambra che qui si cavava.
In epoca medievale, con un atto del 1026 o 1029, l'imperatore Corrado II il Salico confermò la donazione del territorio avvenuta in precedenza al vescovo di Vicenza. Le investiture feudali dei vescovi di Vicenza ricordano spesso anche il Castrum de Nanto, ma non è certo ch'esso fosse di giurisdizione ecclesiastica, dato che anche i Conti Maltraversi possedettero beni in questa località fino al secolo XIII.
Tutto lascia credere che questo castello sia stato distrutto ai tempi di Ezzelino III da Romano e mai più ricostruito.  Attualmente si è perduto anche il ricordo della sua ubicazione, ma la cosiddetta "torretta" che si ergeva sul Monte di Nanto e che scomparve agli inizi del secolo scorso, potrebbe forse indicarne il sito.
A causa della sua posizione tra le città di Vicenza e di Padova, nella prima metà del Duecento Nanto fu teatro della guerra tra Ezzelino e i guelfi padovani, poi nel secondo e terzo decennio del Trecento subì occupazioni e gravi danni - nel 1313 fu depredata e incendiata dai padovani - nel conflitto tra gli scaligeri veronesi, signori di Vicenza, e i carraresi di Padova.
Verso la metà del Trecento, durante la dominazione scaligera, il territorio di Nanto fu sottoposto, sotto l'aspetto amministrativo, al Vicariato civile di Barbarano e tale rimase sino alla fine del XVIII secolo.
Dal 1404 in poi seguì le sorti di Vicenza, vivendo un periodo di relativa pace, a parte il breve periodo della guerra della Lega di Cambrai, quando dovette subire l'occupazione delle truppe imperiali di Massimiliano I d'Asburgo. Nel XVI secolo la zona di pianura fu bonificata da famiglie aristocratiche vicentine e veneziane che vi edificarono, a quel tempo e nei secoli successivi, alcune ville.

### Simboli
Lo stemma del comune di Nanto è stato concesso con regio decreto del 24 gennaio 1892.
Il gonfalone, concesso con D.P.R. del 25 settembre 1989, è un drappo di azzurro ma quello effettivamente in uso è bianco.

## Monumenti e luoghi d'interesse

### Architetture religiose

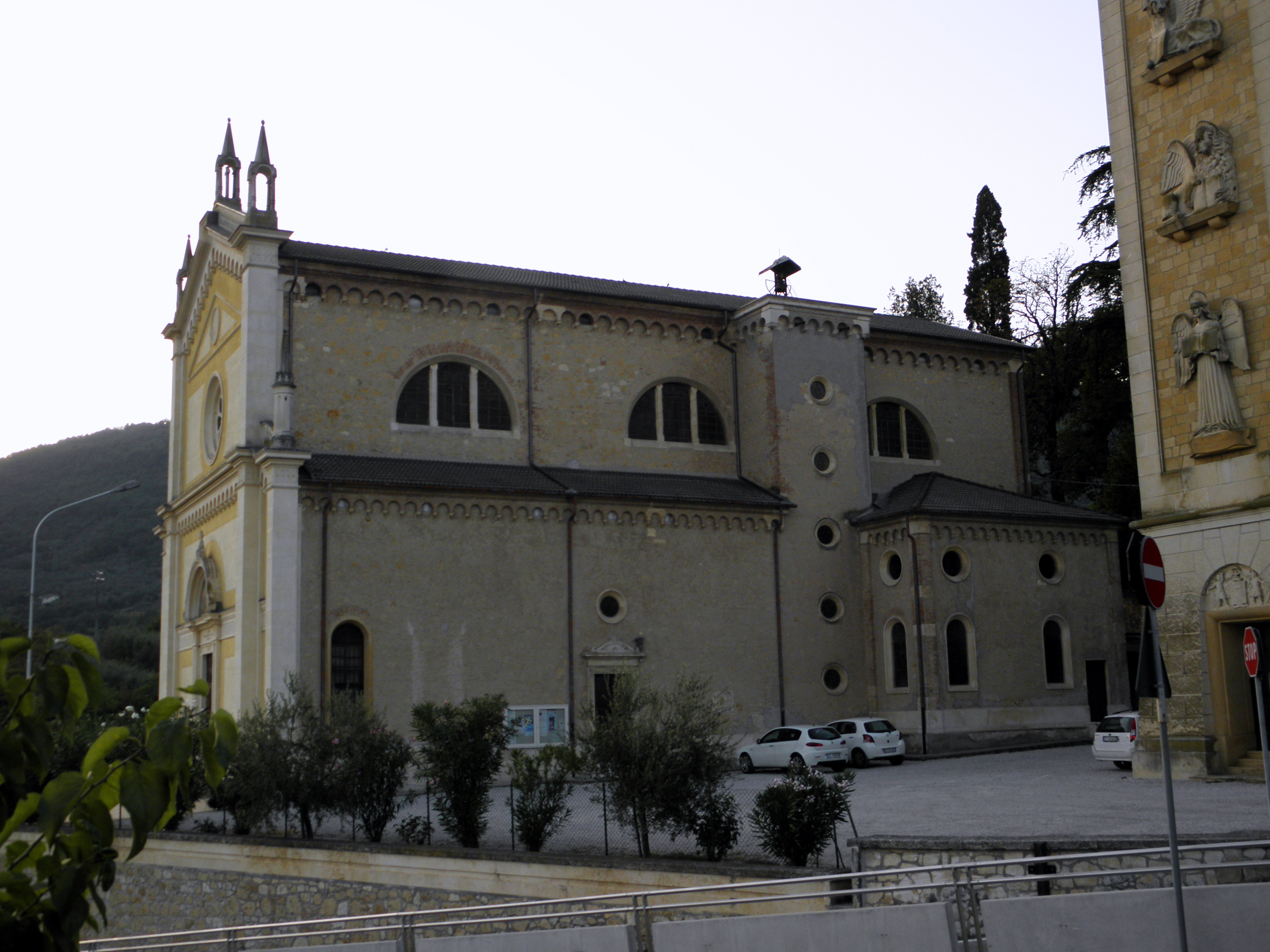
Chiesa parrocchiale di S. Maria Annunziata

- Antica Pieve di Nanto, in stile romanico-gotico, probabilmente del XIV secolo, si trova ora nel territorio del Comune di Castegnero; di rilievo è il portale laterale del 1492.
- Chiesa di Santa Maria Annunziata: la nuova chiesa parrocchiale nel centro abitato di Nanto fu costruita tra il 1896 e il 1915 sotto la direzione di Geraldo Marchioro di Castelnuovo Vicentino; al suo interno vi è un gruppo scultoreo del XVI secolo, la Vergine con il Bambino, San Pietro e San Paolo[5].

### Architetture civili
- Villa Barbaran Muraro, accorpa un edificio del Quattrocento e uno del secolo seguente, con un portico a nove arcate a colonne tuscaniche
- Villa Cozza, di impianto cinquecentesco e colombara nella corte
- Villa De Marchi Corà, costruita nel XVI secolo sulla base di un fabbricato del XIV
- Villa Pigafetta Camerini, costruita nel XVII secolo probabilmente su progetto di Antonio Pizzocaro, con caratteristico timpano centrale e annessi rustici[11]
- Piazza del Simposio

## Società

### Evoluzione demografica
Abitanti censiti

## Cultura
Vi sono una scuola dell'infanzia e una scuola primaria a Ponte di Nanto. Il Comune condivide con quello di Castegnero la Biblioteca comunale, che fa parte della rete di biblioteche vicentine online.

### Eventi
- Mostra Vini DOC Colli Berici: seconda domenica di maggio, in località Ponte di Nanto
- NantoPietra, negli anni dispari
- NantoPoesia, in luglio
- Festa del tartufo e dell'ulivo dei Colli Berici, in luglio
- Sagra dell'Addolorata: ultima domenica di agosto e prima di settembre, in località Bosco di Nanto[13]

## Geografia antropica
Il territorio di Nanto è suddiviso in tre frazioni, ovvero Nanto, Bosco di Nanto e Ponte di Nanto. Nello statuto comunale è citata anche una località, Monti.
Altre località sono Ciscato, Cazzola, Ca' Nova, Vegre, Priare, Anzolin, Torretta, Brazzolaro, Carollo e Sambugaro.

## Economia
Il territorio collinare di Nanto ha caratteristiche ideali per la coltivazione di vite e olivi, antica di molti secoli; diverse cantine e frantoi producono vini DOC e olii DOP.
A Nanto sono stati riconosciuti anche prodotti peculiari e specifici con Denominazione Comunale (De.Co.):
- Vino Rosso SIRAH di Nanto
- Tartufo Scorzone di Nanto
- Olio Extravergine di Oliva di Nanto.

Di particolare valore ed importanza è l'attività di lavorazione della pietra di Vicenza. La qualità dell'artigianato di questo settore ha saputo uscire dall'ambito locale affermandosi a livello internazionale.

## Infrastrutture e trasporti
Il trasporto pubblico a Nanto è garantito da autocorse gestite dalla Società Vicentina Trasporti (SVT).
Fra il 1887 e il 1979 la località fu servita dalla fermata Ponte di Nanto dalla tranvia Vicenza-Noventa-Montagnana, gestita dalle Ferrovie Tramvie Vicentine.
Il territorio di Nanto è collegato a Vicenza e a Noventa Vicentina dalla Pista Ciclabile della Riviera Berica, inoltre la Pista Ciclabile Treviso-Ostiglia attraverserà il territorio comunale, i cui lavori finiranno nel 2024.

## Amministrazione
| Periodo                       | Periodo                       | Primo cittadino    | Partito                                   | Carica  | Note |
| ----------------------------- | ----------------------------- | ------------------ | ----------------------------------------- | ------- | ---- |
| 6 giugno 1993 27 aprile 1997  | 27 aprile 1997 13 maggio 2001 | Renzo Ceron        | Democrazia Cristiana Centro               | Sindaco |      |
| 13 maggio 2001 28 maggio 2006 | 28 maggio 2006 16 maggio 2011 | Luca Cavinato      | Lista civica Lista civica di centrodestra | Sindaco |      |
| 16 maggio 2011 5 giugno 2016  | 5 giugno 2016 4 ottobre 2021  | Ulisse Borotto     | Lista civica di centrodestra              | Sindaco |      |
| 4 ottobre 2021                | in carica                     | Manuela Vecchiatti | Lista civica Uniti per Nanto              | Sindaco |      |

### Gemellaggi
Nel 2012 il comune di Nanto ha aderito alla lista dei comuni gemellati con la fondazione "Città della Speranza".
Nel 2023 ha inoltre effettuato un gemellaggio con il comune di Roana, infatti durante la Prima guerra mondiale gli abitanti di Tresche Conca (fraz. di Roana) hanno trovato rifugio a Nanto durante l'evacuazione del paese.